# 月刊ホビージャパン
『月刊ホビージャパン』（げっかんホビージャパン、HobbyJAPAN）は、株式会社ホビージャパンが発行する模型雑誌。1969年12月創刊、毎月25日発売。

## 沿革
創刊当初はミニカーの雑誌であった。その後、プラスチックモデルに関しての記事が大半をしめるようになる。当時はミリタリーブームで、戦車模型や航空機、軍艦模型の記事が大半を占めた。1977年末から1985年までは小林源文の劇画が連載され、多くのミリタリーファンの支持を集めた。
しかし、1980年代にはいるとライバル誌の出現、ミリタリー冬の時代に突入したなどの理由で路線を変更。1981年3月（第139）号の特集「GUNDAM WORLD II」が好評によりすぐ売り切れたのをきっかけに、アニメ模型の記事が増大していく。『機動戦士ガンダム』の模型「ガンプラ」がブームになった時期に別冊『How to build Gundam』を刊行。その後、続刊『How to build Gundam2』などを出しつつ、アニメ系の模型が大半をしめるようになり現在に至る。同誌は事実上ガンダムMSVシリーズの生誕の地であるとともに、1995年にはガンダムのプラモデル「マスターグレード」（MG）シリーズを企画進行させるなど、バンダイとは非常に親密であり、ガンダムの模型商品に関しては最大の広告塔といえるメディアとなっている。
その一方で、一部スタッフが離脱してライバル誌『モデルグラフィックス』『電撃ホビーマガジン』を立ち上げたりもした。
本来趣味を意味する言葉である「hobby」が日本では模型の代名詞として使われることがあるのは、本誌のイメージによるところが大きい。

## 増刊・別冊
- ホビージャパン Mark1（マークワン） - 「臨時増刊」扱いの隔月刊誌。中綴じ、580円。1985年8月号が第1号。特撮に力を入れており、1985年10月号では巨獣特捜ジャスピオン、同年12月号では仮面ライダーが表紙に登場した。ページの下部にはゲームブックの手法の記事が載った。ウルトラシリーズに登場するメカニックの開発史を独自に創作した連載記事「パラレルメカノロジー」は、その後「U.W.W. ウルトラシリーズ 超兵器の世界」（1991年、ISBN 4-9384-6163-3）として単行本化された。

## その他
- 1992年の映画『七人のおたく』において「フィギュアおたく」に関する監修を行った。